# Breloc
Brelocul (din franceză breloque) este o bijuterie sau amuletă de mici dimensiuni care se poartă atârnată la gât, la ceas, la brățară sau la port chei.  
La origine, în franceză termenul desemna un obiect sau o curiozitate cu valoare mică. Ulterior, sensul termenului a evoluat spre bijuterie mică, purtată de domni agățată de lanțul ceasului de buzunar, sau de pandantiv purtat de doamne atârnat de un lănțișor purtat la gât sau la încheietura mâinii, ca brățară.